# Giulio Fenzi
Giulio Fenzi (Verona, 1º febbraio 1920 – ...) è stato un calciatore italiano, di ruolo centrocampista.

## Carriera
Con il Verona disputa complessivamente 43 partite tra il 1939 ed il 1946, debuttando in Serie B nel 1939-1940 e collezionando 12 presenze in due campionati cadetti.
Nel dopoguerra passa al Brindisi dove gioca per due stagioni, prendendo parte ad altre 63 gare del campionato di seconda serie.